# Argyrogramma hainanensis
Argyrogramma hainanensis är en fjärilsart som beskrevs av Chou och Lu 1979. Argyrogramma hainanensis ingår i släktet Argyrogramma och familjen nattflyn. Inga underarter finns listade i Catalogue of Life.